# Équipe du Ghana de football à la Coupe du monde 2010
Cet article relate le parcours de l’équipe du Ghana de football lors de la Coupe du monde de football 2010 organisée en Afrique du Sud du 11 juin au 11 juillet 2010.

## Effectif
Le 7 mai 2010, Milovan Rajevac annonce une liste de trente joueurs pré-sélectionnés pour la compétition. Le 27 mai 2010, Michael Essien déclare forfait à cause d'une blessure au genou. Enfin, le 30 mai 2010, Rajevac écarte six autres joueurs pour parvenir à une liste de vingt-trois joueurs.
| Numéro / Nom       | Numéro / Nom           | Équipe                 | Sél. (but)      | Date de naissance | J.              |                 |                 |                 |                 |
| Gardiens de but    | Gardiens de but        | Gardiens de but        | Gardiens de but | Gardiens de but   | Gardiens de but | Gardiens de but | Gardiens de but | Gardiens de but | Gardiens de but |
| ------------------ | ---------------------- | ---------------------- | --------------- | ----------------- | --------------- | --------------- | --------------- | --------------- | --------------- |
| 22                 | Richard Kingson        | Wigan Athletic FC      | 58 (1)          | 13 juin 1978      | 2               | 0               | 0               | 0               | 0               |
| 1                  | Daniel Adjei           | Liberty Professionals  | 2 (0)           | 10 novembre 1989  | 0               | 0               | 0               | 0               | 0               |
| 16                 | Stephen Ahorlu         | Heart of Lions         | 1 (0)           | 25 septembre 1989 | 0               | 0               | 0               | 0               | 0               |
| Défenseurs         |                        |                        |                 |                   |                 |                 |                 |                 |                 |
| 7                  | Samuel Inkoom          | FC Bâle                | 15 (0)          | 22 août 1988      | 0               | 0               | 0               | 0               | 0               |
| 19                 | Lee Addy               | Bechem Chelsea         | 3 (0)           | 26 septembre 1985 | 2               | 0               | 1               | 0               | 0               |
| 8                  | Jonathan Mensah        | Grenade CF             | 3 (0)           | 19 juillet 1990   | 0               | 0               | 0               | 0               | 0               |
| 17                 | Abdul Rahim Ayew       | Zamalek SC             | 7 (0)           | 16 avril 1988     | 0               | 0               | 0               | 0               | 0               |
| 2                  | Hans Sarpei            | Bayer Leverkusen       | 23 (0)          | 28 septembre 1976 | 2               | 0               | 0               | 0               | 0               |
| 5                  | John Mensah            | Sunderland AFC         | 58 (0)          | 29 novembre 1982  | 2               | 0               | 1               | 0               | 0               |
| 15                 | Isaac Vorsah           | TSG Hoffenheim         | 6 (0)           | 21 juin 1988      | 1               | 0               | 1               | 0               | 0               |
| 4                  | John Paintsil          | Fulham FC              | 65 (0)          | 15 juin 1981      | 2               | 0               | 0               | 0               | 0               |
| Milieux de terrain |                        |                        |                 |                   |                 |                 |                 |                 |                 |
| 11                 | Sulley Muntari         | Inter Milan            | 52 (15)         | 27 août 1984      | 1               | 0               | 0               | 0               | 0               |
| 9                  | Derek Boateng          | Getafe CF              | 19 (3)          | 3 décembre 1982   | 0               | 0               | 0               | 0               | 0               |
| 6                  | Anthony Annan          | Rosenborg BK           | 38 (1)          | 21 juillet 1986   | 2               | 0               | 1               | 0               | 0               |
| 21                 | Kwadwo Asamoah         | Udinese Calcio         | 29 (1)          | 9 septembre 1988  | 2               | 0               | 0               | 0               | 0               |
| 13                 | André Ayew             | AC Arles-Avignon       | 15 (1)          | 17 décembre 1989  | 2               | 0               | 0               | 0               | 0               |
| 10                 | Stephen Appiah         | Bologne FC             | 56 (14)         | 24 décembre 1980  | 1               | 0               | 0               | 0               | 0               |
| 20                 | Quincy Owusu-Abeyie    | Al Sadd Doha           | 12 (1)          | 15 avril 1986     | 2               | 0               | 0               | 0               | 0               |
| 23                 | Kevin-Prince Boateng   | Portsmouth FC          | 0 (0)           | 6 mars 1987       | 2               | 0               | 0               | 0               | 0               |
| Attaquants         |                        |                        |                 |                   |                 |                 |                 |                 |                 |
| 14                 | Matthew Amoah          | NAC Breda              | 31 (12)         | 24 octobre 1980   | 1               | 0               | 0               | 0               | 0               |
| 3                  | Asamoah Gyan           | Stade rennais          | 32 (17)         | 22 novembre 1985  | 2               | 2               | 0               | 0               | 0               |
| 12                 | Prince Tagoe           | TSG Hoffenheim         | 17 (4)          | 9 novembre 1986   | 2               | 0               | 1               | 0               | 0               |
| 18                 | Dominic Adiyiah        | AC Milan               | 4 (0)           | 29 novembre 1989  | 0               | 0               | 0               | 0               | 0               |
| Sélectionneur      |                        |                        |                 |                   |                 |                 |                 |                 |                 |
|                    | Milovan Rajevac        |                        |                 | 2 janvier 1954    |                 |                 |                 |                 |                 |
| Réserve            |                        |                        |                 |                   |                 |                 |                 |                 |                 |
|                    | Stephen Adams          | Aduana Stars           | 1 (0)           | 28 septembre 1989 | 0               | 0               | 0               | 0               | 0               |
|                    | Eric Addo              | Roda JC                | 23 (0)          | 12 novembre 1978  | 0               | 0               | 0               | 0               | 0               |
|                    | Emmanuel Agyemang-Badu | Udinese Calcio         | 11 (0)          | 2 décembre 1990   | 0               | 0               | 0               | 0               | 0               |
|                    | Haminu Dramani         | MFK Lokomotiv          | 42 (4)          | 1er avril 1986    | 0               | 0               | 0               | 0               | 0               |
|                    | Bennard Yao Kumordzi   | Paniónios GSS          | 7 (1)           | 21 mars 1985      | 0               | 0               | 0               | 0               | 0               |
|                    | Laryea Kingston        | Heart of Midlothian FC | 41 (6)          | 7 novembre 1980   | 0               | 0               | 0               | 0               | 0               |
| Blessé             |                        |                        |                 |                   |                 |                 |                 |                 |                 |
| A                  | Michael Essien         | Chelsea FC             | 51 (9)          | 3 décembre 1982   | 0               | 0               | 0               | 0               | 0               |

 = capitaine --  Gardien de butDéfenseurMilieu de terrainAttaquantSélectionneur

## Qualifications

### Deuxième tour

#### Groupe 5
| Rang | Équipe  | Pts | J | G | N | P | Bp | Bc | Diff |  | Résultats (▼ dom., ► ext.) |     |     |     |     |
| ---- | ------- | --- | - | - | - | - | -- | -- | ---- |  | -------------------------- | --- | --- | --- | --- |
| 1    | Ghana   | 12  | 6 | 4 | 0 | 2 | 11 | 5  | +6   |  | Ghana                      |     | 2-0 | 3-0 | 3-0 |
| 2    | Gabon   | 12  | 6 | 4 | 0 | 2 | 8  | 3  | +5   |  | Gabon                      | 2-0 |     | 1-0 | 2-0 |
| 3    | Libye   | 12  | 6 | 4 | 0 | 2 | 7  | 4  | +3   |  | Libye                      | 1-0 | 1-0 |     | 4-0 |
| 4    | Lesotho | 0   | 6 | 0 | 0 | 6 | 2  | 16 | -14  |  | Lesotho                    | 2-3 | 0-3 | 0-1 |     |

### Troisième tour

#### Groupe D
| Rang | Équipe | Pts | J | G | N | P | Bp | Bc | Diff |  | Résultats (▼ dom., ► ext.) |     |     |     |     |
| ---- | ------ | --- | - | - | - | - | -- | -- | ---- |  | -------------------------- | --- | --- | --- | --- |
| 1    | Ghana  | 13  | 6 | 4 | 1 | 1 | 9  | 3  | +6   |  | Ghana                      |     | 2-2 | 1-0 | 2-0 |
| 2    | Bénin  | 10  | 6 | 3 | 1 | 2 | 6  | 6  | 0    |  | Mali                       | 0-2 |     | 3-1 | 1-0 |
| 3    | Mali   | 9   | 6 | 2 | 3 | 1 | 8  | 7  | +1   |  | Bénin                      | 1-0 | 1-1 |     | 1-0 |
| 4    | Soudan | 1   | 6 | 0 | 1 | 5 | 2  | 9  | -7   |  | Soudan                     | 0-2 | 1-1 | 1-2 |     |

## Phase finale

### Premier tour - groupe D
|   | Équipe    | Pts | J | G | N | P | BP | BC | Diff |
| - | --------- | --- | - | - | - | - | -- | -- | ---- |
| 1 | Allemagne | 6   | 3 | 2 | 0 | 1 | 5  | 1  | +4   |
| 2 | Ghana     | 4   | 3 | 1 | 1 | 1 | 2  | 2  | 0    |
| 3 | Australie | 4   | 3 | 1 | 1 | 1 | 3  | 6  | -3   |
| 4 | Serbie    | 3   | 3 | 1 | 0 | 2 | 2  | 3  | -1   |

| 13 juin | Serbie    | 0 - 1 | Ghana     |
| 13 juin | Allemagne | 4 - 0 | Australie |
| 18 juin | Allemagne | 0 - 1 | Serbie    |
| 19 juin | Ghana     | 1 - 1 | Australie |
| 23 juin | Australie | 2 - 1 | Serbie    |
| 23 juin | Ghana     | 0 - 1 | Allemagne |

Les Ghanéens se qualifient pour les huitièmes de finale grâce à la différence de but. C'est la seule équipe africaine à franchir le cap du premier tour.

### Huitième de finale
États-Unis 1 - 2 a. p.  Ghana
(Donovan 62e s.p.) (K.Boateng 5e; Gyan 93e)
Asamoah Gyan marque le but de la victoire en début de prolongation et envoie ainsi le Ghana en quart de finale.

### Quart de finale
Uruguay 1 - 1 a. p.  Ghana (4 - 2 t. a. b.)
(Forlán 55e) (Muntari 45e+2)
Tout à la fin de la prolongation, l'attaquant uruguayen Luis Suarez écarte des deux mains sur sa ligne une tête ghanéenne et empêche ainsi le ballon d'entrer dans le but. Il est expulsé et le Ghana bénéficie d'un pénalty. Asamoah Gyan le tire mais la balle frappe la transversale avant de partir dans les tribunes. Les Black Stars s'inclineront ensuite aux tirs au but.